# Insertion de carbène dans une liaison C-H
Une insertion de carbène dans une liaison C-H  est une réaction d'insertion organique d'un  carbène dans une liaison carbone-hydrogène. C'est une réaction organique importante dans la synthèse de nouveaux composés organiques. Les carbène simples tels que le méthylène ou le dichlorocarbène ne sont pas régiosélectifs en ce qui concerne l'insertion. Lorsque le carbène est stabilisé par un métal, sa sélectivité s'accroit, l'acétate de rhodium(III) étant par exemple particulièrement efficace.
Dans une réaction typique, le diazoacétate d'éthyle (un précurseur de carbène bien connu) et l'acétate de rhodium(III) réagissent avec l'hexane : 1 % des insertions se fait sur la liaison C-H d'un groupe méthyle, 63 % dans le groupe alpha-méthylène et 33 % dans le groupe bêta-méthylène. Ce type de réaction fut rapporté pour la première fois par Teyssié en 1981.
Historiquement, le métal employé comme catalyseur était le cuivre avant qu'il soit surclassé par le rhodium. D'autre métaux stabilisent trop le carbène (par exemple le molybdène comme dans les carbènes de Fischer) ou résulte en des carbène trop réactifs (or, argent). Beaucoup de carboxylates et de carboxamidates de dirhodium existent, notamment des composés chiraux. Un catalyseur chiral au dirhodium efficace est Rh2(MPPIM)4 avec un ligand  MPPIM (Méthyl PhénylPropyl IMidazolidinecarboxylato) asymétrique.
La plupart des réactions réussies sont intramoléculaires dans des systèmes géométriquement rigides, comme décrit en premier par Wenkert (1982) et Taber (1982).
Wee a comparé l'utilisation de différents catalyseurs :